# Elizabeth Williams
Elizabeth Olatayo Williams (ur. 23 czerwca 1993 w Colchesterze) – amerykańska koszykarka, nigeryjskiego pochodzenia, występująca na pozycjach silnej skrzydłowej lub środkowej, reprezentantka kraju, obecnie zawodniczka Chicago Sky, w WNBA.
1 lutego 2022 została zawodniczką Washington Mystics. 5 maja klub zawiesił jej kontrakt. 19 maja 2022 został ponownie aktywowana do składu. 3 lutego 2023 dołączyła do Chicago Sky.

## Osiągnięcia
Stan na 3 czerwca 2023, na podstawie, o ile nie zaznaczono inaczej.

### NCAA
- Uczestniczka rozgrywek:
  - Elite 8 turnieju NCAA (2012, 2013)
  - Sweet 16 turnieju NCAA (2012–2013, 2015)
  - turnieju NCAA (2012–2015)
- Mistrzyni:
  - turnieju konferencji konferencji Atlantic Coast (ACC – 2013)
  - sezonu regularnego ACC (2012, 2013)
- Najlepsza:
  - pierwszoroczna zawodniczka:
    - NCAA według United States Basketball Writers Association (USBWA – 2012)
    - ACC (2012)

  - defensywna zawodniczka:
    - NCAA według Women's Basketball Coaches Association (WBCA – 2015)[7]
    - ACC (2012–2015)
- Zaliczona do:
  - I składu:
    - All-America (2015 przez WBCA, AP, USBWA)
    - ACC (2012–2015)
    - defensywnego ACC (2012–2015)
    - turnieju:
      - ACC (2013–2015)
      - Junkanoo Jam (2012)

  - II składu All-America (2015 przez ESPN)
  - III składu All-America (2012 przez AP, 2013 przez AP, Full Court, 2014 przez AP)
  - składu All-ACC Academic Team (2014, 2015)

### WNBA
- Laureatka nagród:
  - największy postęp WNBA (2016)
  - WNBA Cares Community Assist Award (2016)[8]
- Zaliczona do I składu defensywnego WNBA (2020)[9]
- Uczestniczka:
  - meczu gwiazd WNBA (2017)
  - konkursu Skills Challenge WNBA (2019)[10]

### Inne drużynowe
- Mistrzyni:
  - Turcji (2022)[11]
  - Libanu (2023)[12]
- Zdobywczyni Pucharu Turcji (2020)[13]
- Finalistka Pucharu Turcji (2022)[11]

### Inne indywidualne
(* – nagrody przyznane przez portal eurobasket.com)
- Zaliczona do*:[11]
  - II składu ligi tureckiej (2022)
  - składu honorable mention ligi tureckiej (2020[13], 2021[14], 2022)
- Liderka ligi tureckiej w blokach (2016, 2019)

### Reprezentacja
- Mistrzyni:
  - Ameryki:
    - 2019[15]
    - U–16 (2009)

  - świata:
    - U–19 (2011)
    - U–17 (2010)
- MVP mistrzostw Ameryki U–16 (2009)